# Rhomaleosaurus
Rhomaleosauridae là một chi bò sát đã tuyệt chủng thuộc bộ Plesiosauria. Nó bao gồm các chi Macroplata, Maresaurus, Rhomaleosaurus, Yuzhoupliosaurus và Meyerasaurus.